# Eurojet EJ200
L'Eurojet EJ200 è un motore aeronautico militare turboventola, sviluppato in Europa a partire dalla fine degli anni ottanta dal consorzio EUROJET Turbo GmbH ed installato sul caccia Eurofighter Typhoon.

## Storia
L'EJ200 trae le sue origini dal dimostratore tecnologico XG-40 sviluppato dalla Rolls-Royce a partire dal 1983 quando ancora i requisiti di progetto dell'Eurofighter non erano stati fissati. I costi di sviluppo del dimostratore furono a carico della Gran Bretagna (per l'85%) e della Rolls-Royce.
Il 2 agosto 1985, l'Italia, la Germania dell'Ovest ed il Regno Unito decisero di portare avanti il progetto per un velivolo da caccia, l'Eurofighter. Nella stessa occasione fu anche confermato che la Francia non avrebbe partecipato al progetto. Uno dei motivi era la pressione da parte dei francesi per l'impiego del motore Snecma M88 al posto dell'XG-40.
Nel 1986 fu formato il consorzio Eurojet con la partecipazione della tedesca MTU (33%), la britannica Rolls-Royce (33%), l'italiana Avio Aero  (21%) e la spagnola ITP (13%).
Il motore venne provato al banco per la prima volta nel 1991, mentre le prime prove in volo iniziarono il 4 giugno 1995 sul terzo prototipo di Eurofighter (DA3). Il primo esemplare di produzione è stato consegnato nel 2000.
Alla Eurojet è stata assegnata una commessa per la produzione di 1400 motori nell'ambito del programma Eurofighter.

## Tecnica
L'EJ200 condivide buona parte dell'impostazione iniziale del dimostratore XG-40, ma da cui si discosta nel compressore (progettato e costruito dalla MTU) e nell'ugello di scarico convergente-divergente a geometria variabile (di responsabilità della spagnola Sener attraverso la sua controllata CASA).
Il motore è costituito da due gruppi (di alta e bassa pressione) collegati da due alberi motore concentrici. La camera di combustione è di tipo anulare e, a valle della turbina di bassa pressione, è presente il postbruciatore seguito da un ugello di scarico convergente-divergente a geometria variabile.

### Compressore

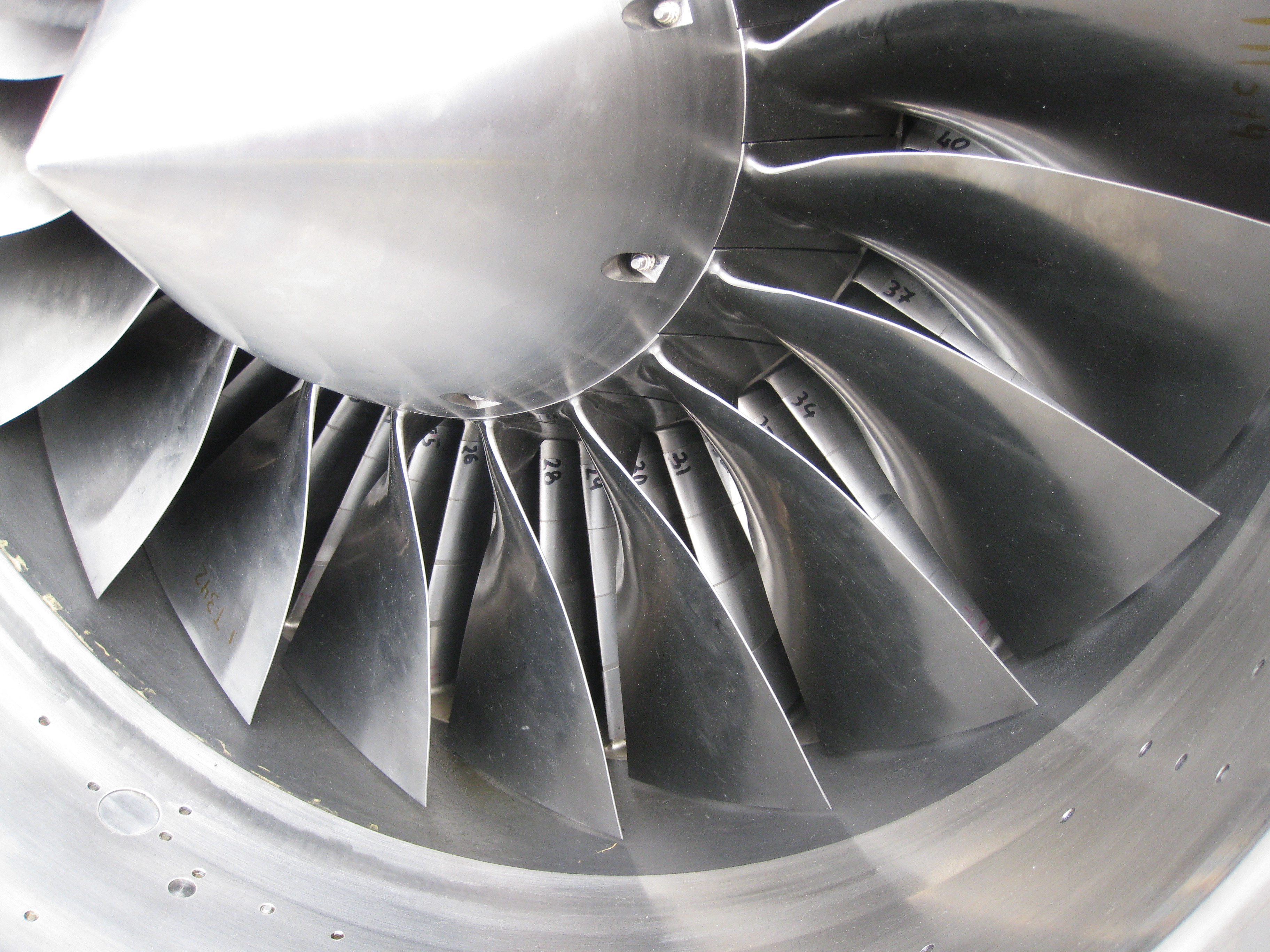
Dettaglio del primo stadio fan (davanti) e delle palette statoriche (dietro).

Il compressore assiale è costituito da tre stadi fan a bassa pressione costruiti con tecnologia blisk, con le palette solidali al disco a costituire un unico assieme, che consentono vantaggi in termini di peso ed efficienza (si riducono le fughe di aria compressa tra paletta e disco). In questo motore il rapporto di diluizione (ossia il rapporto tra il flusso d'aria secondario e quello trattato dagli stadi di alta pressione) è di 0,4:1.
Anche i primi tre stadi dei cinque del compressore di alta pressione sono blisk, mentre solo uno stadio statorico del compressore di alta pressione ha le palette ad angolo di calettamento variabile. Complessivamente, gli otto stadi del compressore consentono un rapporto di compressione di 26:1.

### Turbina

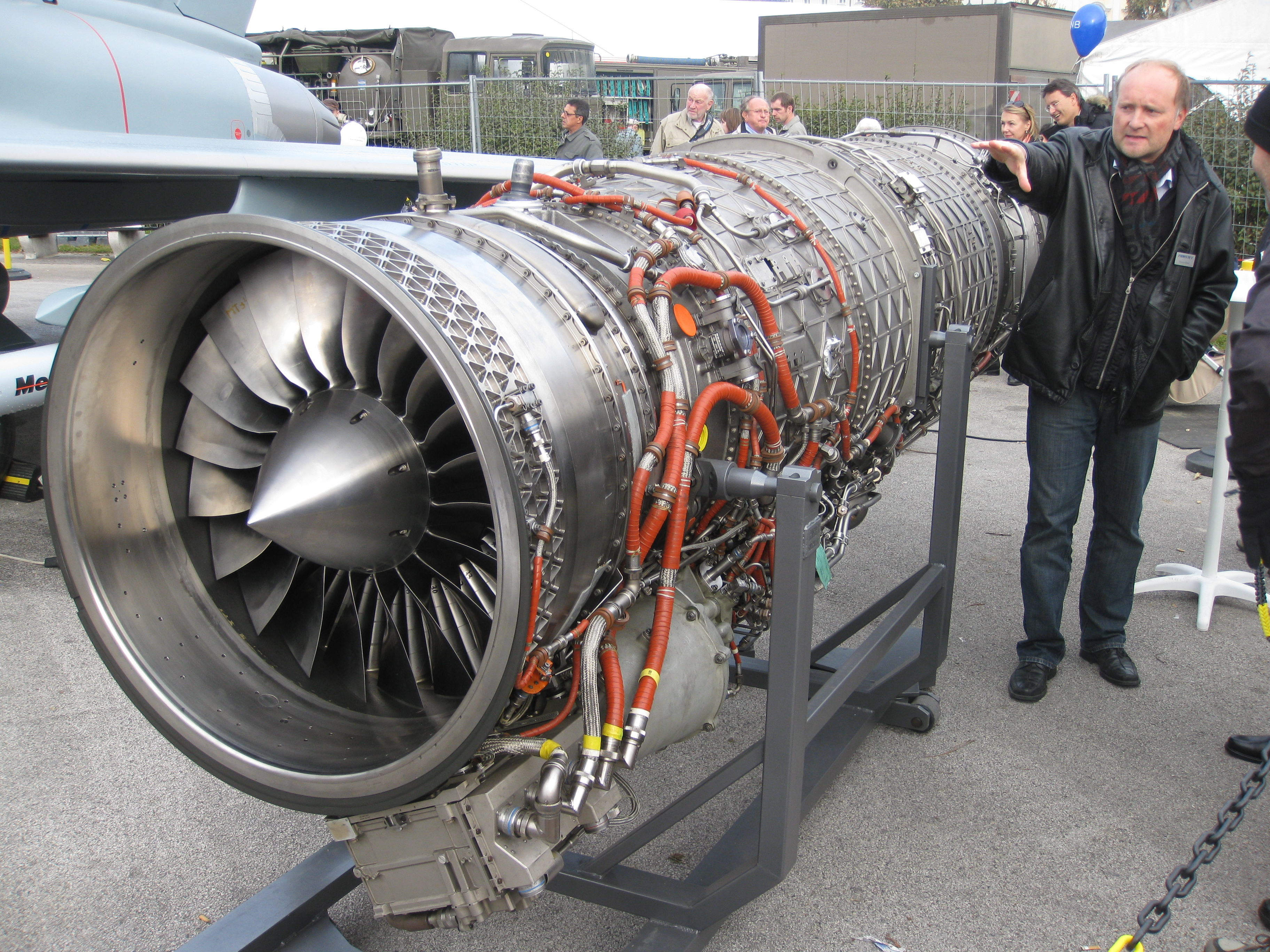
Un EJ200 in esposizione. Il dispositivo montato inferiormente nella parte anteriore è il DECMU, il sistema di controllo digitale del motore

Sia la turbina di alta pressione che quella di bassa pressione sono costituite ognuna da un singolo stadio. Le palette sono costituite da una lega in nichel in un grano monocristallino, con un profilo aerodinamico modellizzato in 3D per aumentare l'efficienza. A protezione delle alte temperature dei gas provenienti dalla camera di combustione, le palette sono raffreddate internamente ed esternamente da aria compressa prelevata dal compressore di alta pressione che trafila dai fori di raffreddamento presenti sul profilo delle palette. Inoltre, sugli statori e sulle pareti dei condotti, è applicato (mediante un getto di plasma) un sottile strato di rivestimento che funge da barriera termica.

### Postbruciatore
Il postbruciatore, sviluppato dalla italiana Avio, si compone di stabilizzatori di fiamma radiali, anziché anulari come nel precedente RB199. Questo perché le temperature più elevate dei gas di scarico a valle della turbina di bassa pressione presenti nei motori più recenti comportano la necessità di raffreddare gli stabilizzatori di fiamma con aria proveniente dal flusso secondario (freddo). La configurazione più efficiente prevede, nel caso dell'EJ200, una raggiera di 14 stabilizzatori immediatamente a valle degli spruzzatori di combustibile. Per ridurre le instabilità di combustione sono stati anche introdotti degli smorzatori acustici (screech damper) che rivestono la parte interna del postbruciatore e contribuiscono anche alla protezione termica dell'ugello di scarico.
L'accensione del combustibile nel postbruciatore avviene mediante la tecnica dell'hot shot; una quantità aggiuntiva di combustibile viene iniettata in camera di combustione producendo una fiammata momentanea che, passando i due stadi della turbina, innesca la combustione nel postbruciatore. All'aumentare della spinta richiesta viene iniettato combustibile nella parte centrale del postbruciatore, dove ci sono le migliori condizioni di combustione. Quando la quantità di ossigeno nel flusso primario non è più sufficiente, viene spruzzato combustibile anche dagli iniettori investiti dal flusso secondario, che viene, comunque, utilizzato per metà per il raffreddamento delle pareti del postbruciatore e dell'ugello.

### Ugello di scarico

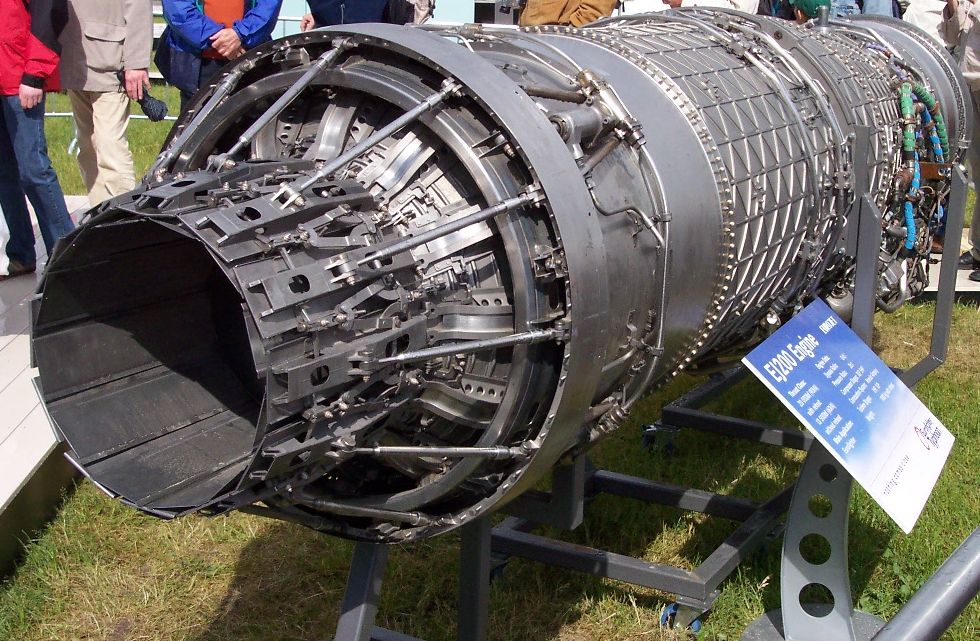
Dettaglio dell'ugello di scarico con, in evidenza, l'anello collegato ai petali secondari in configurazione chiusa.

L'ugello a geometria variabile consente di adattare la geometria dello scarico alle notevoli variazioni di portata e temperatura dei gas di scarico che il motore può incontrare all'interno del suo inviluppo operativo. Un ugello convergente-divergente permette di sfruttare completamente l'espansione dei gas di scarico con incrementi di spinta (ad alte velocità di volo) anche del 15% rispetto ad un ugello semplicemente convergente.
Nell'EJ200 la parte convergente dell'ugello è costituita da una serie di petali "primari" incernierati ad una estremità alla struttura del motore e, all'altra estremità (corrispondente alla sezione di gola), ai petali "secondari". Un anello mosso da attuatori idraulici comanda (scorrendo avanti ed indietro) il movimento dei petali secondari che, vincolati ai primari, si aprono o si chiudono regolando sia la sezione di gola che la divergenza dell'ugello.
Dal 1995 è allo studio una versione dell'EJ200 con spinta vettoriale (Thrust Vectoring Nozzles o TVN). Il sistema prevede tre anelli tra loro incernierati a formare un giunto cardanico tra il motore e l'ugello di scarico. La configurazione base prevede l'impiego di tre attuatori montati ad intervalli di 120° che, muovendo in maniera coordinata il giunto cardanico, direzionano la spinta.

### Sistema di controllo
Il motore è controllato in tutti i suoi parametri di funzionamento da una unità digitale chiamata
Digital Engine Control and Monitoring Unit (DECMU). Nei primi modelli di EJ200, il controllo era affidato a due unità separate, l'EMU (Engine Monitoring Unit) destinato a ricevere le informazioni dai sensori installati sul motore e velivolo e registrare in memoria eventuali avarie transitorie e il Decu preposto al controllo e regolazione dei parametri motore. A partire dalla seconda Tranche, le due unità sono state unite nel DECMU che oltre a gestire i parametri di funzionamento del motore monitorandoli in tempo reale, registra l'andamento nel tempo delle sue prestazioni permettendo di intervenire sui moduli principali del motore quando è necessario, e non ad intervalli fissi come nella manutenzione ordinaria, ottimizzando costi e fermo-macchina.

## Varianti

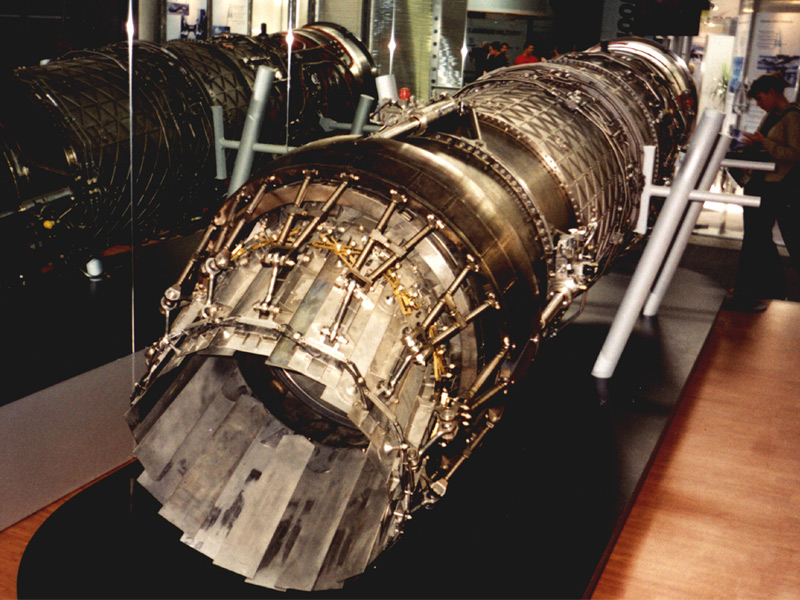
Prototipo di modello di EJ200 con spinta vettoriale

EJ200 MK 100
Prima versione installata sulla Tranche 1 degli Eurofighter con unità di controllo motore separate (EMU e Decu)
EJ200 Mk 101
Versione attuale installata sulla Tranche 2 con DECMU.
EJ230
Versione con controllo vettoriale di spinta, in fase di sviluppo. Il motore era stato proposto all'India nel febbraio 2009 nell'ambito della gara per la motorizzazione dell'HAL Tejas che verrà poi vinta dal General Electric F414. Per questa versione è previsto un incremento di spinta che, unito alla spinta vettoriale, consente migliori prestazioni in decollo ed in volo, potendo essere usato come una superficie di controllo virtuale. Il sistema TVN può anche essere installato sugli attuali modelli in servizio senza il bisogno di sostanziali modifiche strutturali a cellula o motore.

## Velivoli utilizzatori
Unione europea
- Eurofighter Typhoon

## Motori comparabili
Stati Uniti
- General Electric F414